# Kuvera flaviceps
Kuvera flaviceps är en insektsart som beskrevs av Matsumura 1900. Kuvera flaviceps ingår i släktet Kuvera och familjen kilstritar.

## Underarter
Arten delas in i följande underarter:
- K. f. costalis
- K. f. curvata
- K. f. fumata
- K. f. pallidula
- K. f. vittata